# Novell
Novell, Inc. (NASDAQ: NOVL
) és una empresa, editora del reputat programari NetWare pel seu sistema operatiu de xarxes, llançat el 1983 per a la plataforma PC (abans la societat es deia Novell Data Systems i produïa microordinadors venuts amb el sistema operatiu CP/M).

## Història
Des del començament de la seva existència, la societat efectua fusions, adquisicions i revendes d'altres empreses tenint una activitat complementària; alguns exemples entre els més significatius :
- 1991: fusió amb Digital Research, editor del sistema operatiu DR-DOS
- 1993: adquisició d'Unix System Laboratories, editor de UNIX system V
- 1994: fusió amb WordPerfect Corporation
- 1996: revenda de WordPerfect a Corel
- 1996: revenda parcial d'Unix System Laboratories a SCO
- 2001: fusió amb Cambridge Technology Partners
- 2003: adquisició de Ximian, editor de Mono i Ximian Desktop, un entorn gràfic basat en GNOME.
- 2003: adquisició de SuSE editor de distribució Linux GNU/Linux
- 2005: llançament del projecte Hula en codi obert (projecte aturat el 2006)

El 2006, Novell anuncia que la baixada del seu volum de negocis tradicional no és encara de moment compensada per la pujada en potència de les seves activitats amb SuSE Linux, però que el desenvolupament de les seves activitats en els mercats emergents (entre els quals la Xina) li permet de considerar el futur sense por.
- Volum de Negocis 2004 : 290 milions de dòlars
- Volum de Negocis 2005 : 274 milions de dòlars

Des de fa alguns anys Novell es posiciona parcialment en el mercat del programari lliure. El 3 de novembre de 2006, Novell va signar un acord històric amb la societat Microsoft en tres aspectes : la millora de la interoperabilitat de SuSE amb Microsoft Windows, un permís reciproca sobre la utilització de les patents i un acord sobre la comercialització i la promoció de les dues solucions.